# Virbac
Virbac — французская фармацевтическая компания, производитель ветеринарных лекарственных препаратов. Штаб-квартира расположена в коммуне Карро региона Прованс — Альпы — Лазурный Берег.

## История
Компанию основал в 1968 году в Ницце Пьер-Ришар Дик (Pierre-Richard Dick, 1937—1992). Название Virbac было образовано от слов «вирусология» и «бактериология». В 1970 году компания разработала противоблошиный ошейник. В 1973 году была открыта штаб-квартира и лаборатория в Карро близ Ниццы. В 1982 году была создана дочерняя компания в Германии. В 1985 году акции Virbac были размещены на Парижской фондовой бирже.
В 1987 году была куплена компания Allerderm, которая базировалась в Техасе и производила дерматологические средства для домашних животных; она была переименована в Virbac, Inc. и стала основой деятельности в США. В 1988 году была разработана вакцина от кошечьей лейкемии. В 1989 году был куплен производитель кормов для животных Imperial Dog. В 1992 году был открыт филиал в Японии. В 1999 году была поглощена компания Agri-Nutrition, производитель средств гигиены для домашних животных, который базировался в Миссури. В 2006 году у GlaxoSmithKline была куплена индийская компания Agrivet Farm Care. В 2012 году была приобретена чилийская компания Centrovet, специализировавшаяся на продукции для аквакультурных хозяйств. Следующим приобретением в 2015 году стала тайваньская Schweitzer Biotech Company, разработчик вакцин для свиней и птицы. В 2016 году была открыта фабрика в Мехико по производству стерильных препаратов.

## Собственники и руководство
Контрольный пакет акций принадлежит семье Дик (49,7 % акций и 66,2 % голосов).
- Мари-Элен Дик-Мадельпуэх (Marie-Hélène Dick-Madelpuech) — дочь основателя, председатель совета директоров с 2006 года.
- Хабиб Рамдани (Habib Ramdani) — генеральный директор.

## Деятельность
Virbac производит ветеринарные препараты, основная специализация — противопаразитарные средства и антибиотики; также выпускает корма и средства гигиены для животных. Производственные мощности имеются в 11 странах:
Выручка компании за 2023 год составила 1,25 млрд евро, её распределение по регионам: Франция — 15 %, остальная Европа — 26 %, Латинская Америка — 17 %, Северная Америка — 13 %, Азия — 16 %, Тихоокеанский регион — 9 %, Африка и Ближний Восток — 2 %.